# Skrzeszew (gmina)
Skrzeszew – dawna gmina wiejska istniejąca w latach 1952–1954 i 1973–1995 w woj. warszawskim a następnie w woj. stołecznym warszawskim (dzisiejsze woj. mazowieckie). Siedzibą gminy był początkowo Skrzeszew, następnie Stara Olszewnica, a pod koniec – Wieliszew.
Gmina została utworzona 1 lipca 1952 roku w woj. warszawskim, w nowo utworzonym powiecie nowodworskim, z części:
- zniesionej gminy Góra (Derlacz, Kałuszyn, Skrzeszew i Topolina),
- gminy Nieporęt (Komornica, Poddębie i Wieliszew),
- gminy Jabłonna (Dąbrowa Chotomowska, Łajski, Michałów-Reginów i Stanisławów).

W dniu powołania gmina składała się z 11 gromad.
Gmina została zniesiona 29 września 1954 roku wraz z reformą wprowadzającą gromady w miejsce gmin.
Wraz z kolejną reformą administracyjną gminę Skrzeszew reaktywowano w dniu 1 stycznia 1973 w tymże powiecie i województwie, lecz o innych granicach. W jej skład weszło 13 sołectw: Derlacz, Góra, Janówek I, Kałuszyn, Komornica, Krubin, Łajski, Okunin, Olszewnica Nowa, Olszewnica Stara, Poddębie, Poniatów, Sikory, Skrzeszew, Topolina i Wieliszew
1 czerwca 1975 roku gmina znalazła się w nowo utworzonym woj. stołecznym warszawskim.
1 stycznia 1994 siedziba władz gminy Skrzeszew została przeniesiona ze Starej Olszewnicy do Wieliszewa, jednakże gmina zachowała nazwę gmina Skrzeszew. Dopiero 1 stycznia 1996 nazwę gminy zmieniono na gmina Wieliszew.